# Elias zu Erbach-Fürstenau
Graf Elias (Raimund) Karl Otto Gustav zu Erbach-Fürstenau (* 11. Dezember 1866 auf Schloss Fürstenau (Michelstadt); † 11. September 1950 in Bad Kissingen) war ein deutscher Titulargraf und hessischer Politiker. Er war Abgeordneter der Landstände des Großherzogtums Hessen.

## Familie
Erbach-Fürstenau war der Sohn von Alfred Graf zu Erbach-Fürstenau (1813–1874) und dessen Ehefrau Luise Prinzessin zu Hohenlohe-Neuenstein-Ingelfingen (1835–1913). Sein Bruder Adalbert zu Erbach-Fürstenau (1861–1944) wurde in Nachfolge seines Vaters Standesherr. Seine beiden Onkel Edgar zu Erbach-Fürstenau (1818–1879) und Hugo zu Erbach-Fürstenau (1832–1894) waren Abgeordnete.
Elias zu Erbach-Fürstenau, der evangelisch-lutherischer Konfession war, heiratete am 31. Mai 1921 in Frankfurt am Main die Witwe des 1913 verstorbenen Max von Kremski, Albertine Therese Ulrike geborene Tornow (1874–1943) und adoptierte deren beide Söhne aus erster Ehe, vonach der erstgeborene Ulrich Maximilian vom Kremski (1899–1970) den Namen von Kremski-Erbach-Fürstenau und der zweitgeborene Achim Maximilian von Kremski (1903–1958) den Namen Graf zu Erbach-Fürstenau von Kremski führte.

## Leben
Elias zu Erbach-Fürstenau studierte Rechtswissenschaften und wurde zum Dr. jur. promoviert. 1893 war er als bevollmächtigter Vertreter seines Bruders Adalbert Graf zu Erbach-Fürstenau Mitglied der Ersten Kammer der Landstände des Großherzogtums Hessen.
Er ist auf dem Friedhof Ober-Sensbach beigesetzt.